# Xestia alba
Xestia alba là một loài bướm đêm trong họ Noctuidae.